# Lingèvres
Lingèvres è un comune francese di 506 abitanti situato nel dipartimento del Calvados nella regione della Normandia.

## Società

### Evoluzione demografica
Abitanti censiti